# Berglalm
Die Berglalm oder Bergl-Alm ist eine Alm in den Bayerischen Voralpen. Sie liegt im Gemeindegebiet von Jachenau und ist vom Verein Naturfreunde Würmtal e.V. gepachtet.
Die Almlichte befindet sich an den unteren Westhängen des Meßnerberges, oberhalb der Großen Laine, nördlich von Jachenau. Die Alm kann einfach über einen Forstweg von der Jachenau aus erreicht werden.